# Premiership Rugby 2019-20
La Liga de Inglaterra de Rugby 15 2019-20, más conocido como Gallagher Premiership 2019-20 (por el nombre de su actual patrocinador). fue la 33.ª edición de la Premiership Inglesa de Rugby. 
En marzo de 2020 la liga quedó suspendida debido a la pandemia de COVID-19 en el Reino Unido. Se reinició el 14 de agosto, y todos los partidos se jugaron a puerta cerrada y se transmitieron en vivo por TV.

## Equipos participantes
| Equipo             | Entrenador                 | Capitán                      | Estadio               | Capacidad | Ciudad      |
| ------------------ | -------------------------- | ---------------------------- | --------------------- | --------- | ----------- |
| Bath               | Stuart Hooper              | Charlie Ewels                | The Recreation Ground | 14 509    | Bath        |
| Bristol Bears      | / Pat Lam                  | Steve Luatua                 | Ashton Gate           | 27 000    | Bristol     |
| Exeter Chiefs      | Rob Baxter                 | Jack Yeandle                 | Sandy Park            | 13 593    | Exeter      |
| Gloucester         |                            | Willi Heinz                  | Kingsholm Stadium     | 16 115    | Gloucester  |
| Harlequins         | Paul Gustard Billy Millard | Chris Robshaw                | Twickenham Stoop      | 14 800    | Twickenham  |
| Leicester Tigers   | Geordan Murphy             | Tom Youngs                   | Welford Road          | 25 849    | Leicester   |
| London Irish       | Declan Kidney              | Blair Cowan Stephen Myler    | Madejski Stadium      | 24 161    | Reading     |
| Northampton Saints | Chris Boyd                 | Teimana Harrison Alex Waller | Franklin's Gardens    | 15 200    | Northampton |
| Sale Sharks        | Steve Diamond              | Jono Ross                    | AJ Bell Stadium       | 12 000    | Salford     |
| Saracens           | Mark McCall                | Brad Barritt                 | Barnet Copthall       | 8500      | Barnet      |
| Wasps              | Lee Blackett               | Dan Robson Thomas Young      | Ricoh Arena           | 32 609    | Coventry    |
| Worcester Warriors | Alan Solomons              | GJ van Velze                 | Sixways Stadium       | 11 499    | Worcester   |

## Clasificación
Actualizado a últimos partidos disputados el 7 de octubre de 2020 (22.ª Jornada).
| Pos. | Equipo             | Encuentros | Encuentros | Encuentros | Encuentros | Tantos | Tantos | Tantos | PB | PB | Puntos |
| Pos. | Equipo             | PJ         | PG         | PE         | PP         | F      | C      | Dif    | BO | BD | Puntos |
| ---- | ------------------ | ---------- | ---------- | ---------- | ---------- | ------ | ------ | ------ | -- | -- | ------ |
| 1.º  | Exeter Chiefs      | 22         | 15         | 0          | 7          | 630    | 443    | +187   | 9  | 5  | 74     |
| 2.º  | Wasps              | 22         | 14         | 0          | 8          | 662    | 497    | +165   | 12 | 3  | 71     |
| 3.º  | Bristol Bears      | 22         | 14         | 1          | 7          | 561    | 457    | +104   | 8  | 3  | 69     |
| 4.º  | Bath               | 22         | 14         | 1          | 7          | 520    | 457    | +63    | 7  | 2  | 67     |
| 5.   | Sale Sharks        | 22         | 13         | 0          | 9          | 546    | 375    | +171   | 7  | 5  | 64     |
| 6.º  | Harlequins         | 22         | 10         | 1          | 11         | 517    | 560    | –43    | 6  | 3  | 51     |
| 7.º  | Gloucester         | 22         | 8          | 0          | 14         | 515    | 513    | +2     | 9  | 5  | 46     |
| 8.º  | Northampton Saints | 22         | 8          | 0          | 14         | 438    | 547    | –109   | 5  | 5  | 42     |
| 9.º  | Worcester Warriors | 22         | 8          | 0          | 14         | 398    | 578    | –180   | 4  | 6  | 42     |
| 10.º | London Irish       | 22         | 6          | 1          | 15         | 386    | 633    | –247   | 6  | 2  | 34     |
| 11.º | Leicester Tigers   | 22         | 6          | 1          | 15         | 374    | 609    | –235   | 1  | 2  | 29     |
| 12.º | Saracens           | 22         | 13         | 1          | 8          | 583    | 461    | +122   | 9  | 4  | –38    |

Pts = Puntos totales; PJ = Partidos Jugados; G = Partidos Ganados; E = Partidos Empatados; P = Partidos Perdidos; PF = Puntos a favor; PC = Puntos en contra; Dif = Diferencia de puntos; PBO = Bonus ofensivos; PBD = Bonus defensivos
|  | Clasificados para semifinales y promovidos para la Copa de Campeones Europeos de Rugby 2020/21. |
|  | Clasificados para la Copa de Campeones Europeos de Rugby 2020/21.                               |
|  | Descenso a RFU Championship. Los descensos están sometidos a un Criterio de Estándares Mínimos. |

## Resultados

### Fase regular
| Clubes             | BAT   | BRI   | EXE   | GLO   | HAR   | LEI   | LOI   | NOR   | SAL   | SAR   | WAS   | WOR   |
| ------------------ | ----- | ----- | ----- | ----- | ----- | ----- | ----- | ----- | ----- | ----- | ----- | ----- |
| Bath Rugby         |       | 13-19 | 13-10 | 31-20 | 19-12 | 13-10 | 34-17 | 22-13 | 16-14 | 12-25 | 23-27 | 40-15 |
| Bristol Bears      | 43-16 |       | 22-25 | 34-16 | 28-15 | 40-3  | 27-27 | 47-10 | 16-10 | 16-12 | 21-26 | 13-10 |
| Exeter Chiefs      | 57-20 | 17-20 |       | 35-22 | 22-19 | 26-13 | 19-22 | 57-7  | 19-22 | 14-7  | 38-3  | 59-7  |
| Gloucester         | 29-15 | 24-33 | 15-26 |       | 15-28 | 46-30 | 36-23 | 20-0  | 17-23 | 12-21 | 25-9  | 36-3  |
| Harlequins         | 27-41 | 22-17 | 34-30 | 23-19 |       | 30-30 | 15-29 | 30-17 | 16-10 | 41-14 | 23-32 | 14-19 |
| Leicester Tigers   | 16-38 | 31-18 | 22-31 | 16-13 | 26-32 |       | 13-7  | 28-24 | 31-40 | 10-24 | 18-9  | 14-8  |
| London Irish       | 10-38 | 7-36  | 28-45 | 24-20 | 15-38 | 36-11 |       | 3-27  | 7-41  | 12-40 | 26-36 | 25-40 |
| Northampton        | 3-18  | 14-20 | 19-22 | 33-26 | 40-22 | 36-13 | 16-20 |       | 14-34 | 21-27 | 21-34 | 35-16 |
| Sale Sharks        | 22-37 | 40-7  | 22-32 | 16-18 | 48-10 | 36-3  | 39-0  | 22-10 |       | 24-17 | 28-18 | 0-20  |
| Saracens           | 17-17 | 47-13 | 40-17 | 36-20 | 38-24 | 24-13 | 16-13 | 25-27 | 36-22 |       | 18-28 | 62-5  |
| Wasps              | 30-22 | 59-35 | 46-5  | 39-22 | 22-28 | 54-7  | 26-29 | 31-35 | 11-20 | 60-10 |       | 32-17 |
| Worcester Warriors | 21-22 | 13-36 | 20-24 | 15-44 | 29-14 | 24-16 | 20-6  | 10-16 | 20-13 | 40-27 | 26-30 |       |

|  | Victoria local |  | Empate |  | Derrota local |

### Fase eliminatoria

#### Semifinales
| 10 de octubre de 2020 | Wasps | 47 - 24 | Bristol Bears | Ricoh Arena, Coventry |  |

| 10 de octubre de 2020 | Exeter Chiefs | 35 - 6 | Bath | Sandy Park, Exeter |  |

#### Final
| 24 de octubre de 2020 | Exeter Chiefs | 19 - 13 | Wasps | Twickenham, Londres |  |

| Bandera de Inglaterra |
| Campeón Exeter Chiefs |
| Segundo título        |